# Orthocladius carlatus
Orthocladius carlatus är en tvåvingeart som först beskrevs av Roback 1957.  Orthocladius carlatus ingår i släktet Orthocladius och familjen fjädermyggor. Inga underarter finns listade i Catalogue of Life.